# Takashi Murakami
Takashi Murakami (jap.: 村上 隆, Tokyo, 1962.) japanski je umjetnik koji se bavi slikarstvom, kiparstvom, ali i modnim i industrijskim dizajnom te filmskom animacijom. Poznat je po nastojanju da se izbriše granica između tzv. visoke i niske umjetnosti, te je stvorio izraz superflat, kojim nastoji objasniti japansku estetsku tradiciju, ali i prirodu japanske kulture i društva poslije drugog svjetskog rata. Taj se izraz koristi kako bi se opisao Murakamijev opus i opus njegovih sljedbenika.
Murakami je osnivač i predsjednik Kaikai Kiki Co., Ltd., kompanije za menadžment mladih likovnih umjetnika, a koja također organizira umjetnički bijenale GEISAI.

## Umjetnički stil
Murakamijeva umjetnost obuhvaća širok raspon medija a općenito se opisuje kao superflat. Njegovi su radovi poznati po karakterističnoj uporabi boje, inkorporaciji motiva iz japanske tradicionalne i popularne kulture, ravnim/sjajnim površinama te sadržaju koji bi se mogao istovremeno opisati kao "ljubak", "psihodeličan" ili "satiričan". Među njegovim najslavnijim rekurentnim motivima jesu nasmiješeni cvjetovi, kultni likovi, gljive, lubanje, budistička ikonografija te seksualni kompleksi kulture otaku.
Osim velikih slika kao što su 727 (stalna zbirka Muzeja moderne umjetnosti u New Yorku) i Tan Tan Bo Puking - a.k.a. Gero Tan, proizveo je također skulpture, balone, sveobuhvatne tapetarske instalacije, animirana djela, tiskove, plakate itd.
Dana 21. lipnja 2011. godine Google je prikazao doodle s oznakom "Prvi dan ljeta" koji je osmislio Murakami. Njega je pratio doodle sa zimskim solsticijem za južnu polutku.

## Vanjske poveznice
- Kaikai Kiki Co.,Ltd, pristupljeno 2. srpnja 2014.
- Kaikai Kiki Gallery, pristupljeno 2. srpnja 2014.
- Hidari Zingaro  Arhivirana inačica izvorne stranice od 22. svibnja 2017. (Wayback Machine), pristupljeno 2. srpnja 2014.
- Kaikai Kiki Gallery Taipei, pristupljeno 2. srpnja 2014.
- GEISAI, pristupljeno 2. srpnja 2014.
- Gagosian Gallery  Arhivirana inačica izvorne stranice od 26. siječnja 2021. (Wayback Machine), pristupljeno 2. srpnja 2014.
- Galerie Perrotin, pristupljeno 2. srpnja 2014.